# Castle Nimble
Castle Nimble är ett slott i Storbritannien.   Det ligger i kommunen Powys och riksdelen Wales, i den södra delen av landet, 220 km väster om huvudstaden London. Castle Nimble ligger 197 meter över havet.
Terrängen runt Castle Nimble är kuperad åt nordväst, men åt sydost är den platt. Runt Castle Nimble är det ganska tätbefolkat, med 90 invånare per kvadratkilometer. Närmaste större samhälle är Llandrindod Wells, 18,8 km väster om Castle Nimble. Trakten runt Castle Nimble består i huvudsak av gräsmarker.